# Schweizerzeit
Die Schweizerzeit ist eine nationalkonservative Zeitung in der Schweiz. Sie erscheint vierzehntäglich.
Herausgeberin ist die vom SVP-Politiker Ulrich Schlüer 1979 gegründete Schweizerzeit Verlags AG mit Sitz in Flaach. Inhaltlich steht die Zeitschrift der SVP und insbesondere der AUNS nahe und vertritt stark konservative Positionen. Die WEMF-beglaubigte Auflage beträgt 12'955 (Vj. 13'911) verkaufte/verbreitete Exemplare.
Als Chefredaktor waltete bis 2015 Ulrich Schlüer, vom 1. Oktober 2015 bis Ende Juli 2016 Olivier Kessler, danach wieder Ulrich Schlüer. Mitarbeiter der Zeitung sind laut Impressum unter anderem der SVP-Nationalrat Luzi Stamm, der Berner SVP-Grossrat Thomas Fuchs sowie die Psychotherapeutin Christa Meves. Mitarbeiter war auch der am 8. Januar 2012 verstorbene Publizist Roland Baader. Daneben bietet die Schweizerzeit vielen konservativen Schweizer Publizisten und Politikern eine Plattform, so auch Christoph Mörgeli, Natalie Rickli, Lukas Reimann und Gregor Rutz. In der Schweizerzeit werden oft Reden des ehemaligen National- und Bundesrates Christoph Blocher veröffentlicht. Das FDP-Mitglied Giatgen-Peder Fontana ist Verwaltungsratspräsident.
In den frühen 1980er Jahren, als Schlüer Mitglied der Arbeitsgruppe südliches Afrika (ASA) war, erschienen in der Schweizerzeit Artikel über die Apartheidspolitik in Südafrika, die auch schon als «tendenziös zugunsten der weissen Regierung in Südafrika» bezeichnet wurden.
Auch Publikationen des späteren Holocaustleugners Jürgen Graf wurden im Jahr 1990 bis 1992 oft zu Fragen der Asylpolitik herangezogen. Graf war zuvor sechs Monate als Befrager für Asylsuchende tätig gewesen und schilderte seine Eindrücke in einem Buch, das in der NZZ später stark kritisiert und in der Schweizerzeit damals gelobt wurde. Noch bevor Graf sich als Holocaustleugner zu betätigen begann, war er kein Thema mehr für die Schweizerzeit.
Im Zusammenhang mit der EWR-Abstimmung im Jahr 1992 brachte die Schweizerzeit eine Gratissondernummer von 360'000 Exemplaren heraus, die an Haushalte in der Deutschschweiz verteilt wurden. Sie engagiert sich auch an Volksinitiativen, indem sie den Ausgaben Unterschriftenbogen beilegt.
Indirektes Aufsehen in der Öffentlichkeit erregte ein Artikel der Schweizerzeit vom 13. Januar 2006. Ulrich Schlüer berichtete darin, dass zwei abgewiesenen Asylsuchenden, die wegen des Verdachts, Überfälle, Morde, Entführungen und Sprengstoffanschläge begangen zu haben, von Albanien per Interpol gesucht wurden, von der Schweizer Asylrekurskommission der Flüchtlingsstatus gewährt wurde. Schlüer sprach in diesem Zusammenhang von einem Rechtsstaat, der zum «Abschaum-Schützer-Gebilde» degeneriere. Als der damalige Bundesrat Christoph Blocher diesen Fall in einer Rede aufgriff, bezeichnete er die beiden Asylsuchenden als «Kriminelle» anstatt als «mutmassliche Kriminelle». Verschiedene Medien und Politiker warfen Blocher daraufhin vor, er habe die Unschuldsvermutung ausser Acht gelassen und nicht darauf hingewiesen, dass die Asylrekurskommission die Vorwürfe der albanischen Justiz als wenig glaubhaft erachte.
Bezüglich der Frage nach rechtsextremem Vokabular in der Schweizerzeit wiesen verschiedene Medien auf Verbindungen zur Neuen Rechten hin: «Der neue bundesrätliche Bericht über “Rechtsextremismus in der Schweiz” von Urs Altermatt und Hanspeter Kriesi erwähnt auch Schlüers Blatt; die “Schweizerzeit” wird dort zwar auch nicht als rechtsextreme Publikation bezeichnet, hingegen aber als Plattform für verschiedene Autoren der deutschen Neuen Rechten. „Es bestehen enge Kontakte zur Neuen Rechten in der Bundesrepublik Deutschland. Verschiedene Mitarbeiter der deutschen Zeitschrift ‚Criticon‘ sind regelmässige Autoren [...], so zum Beispiel Gerd-Klaus Kaltenbrunner, Günter Rohrmoser und Hans Graf Huyn. Die Zeitschrift ‚Criticon‘ … gilt als eigentliches intellektuelles Leibblatt der deutschen Neuen Rechten. Hans Graf Huyn wurde 1993 sogar als ständiger Mitarbeiter der ‚Schweizerzeit‘ engagiert“, schreiben Altermatt und sein Assistent Damir Skenderovic in dem bundesrätlichen Bericht.» Roger de Weck bezeichnete die Schweizerzeit 2020 als «rechtsradikale[] Zeitung».